# スコットランドのフィドル奏法
スコットランドのフィドル奏法（Scottish fiddling）は、独特の音楽形式、および例えばストラスペイ（strathspey）で最もよく見られる符点八分音符と十六分音符のリズムのパターンの作りのように聴き手の受け取る力強さによって、他の民俗（folk）のフィドルのスタイルと区別することができる。
クリスティーン・マーティン（Christine Martin）が著書 トラディショナル・スコティッシュ・フィドリング（Traditional Scottish Fiddling, players guide）の中で、"刻み弓"（hack bowing）、"スコッチ・スナップ"（Scottish Snap）、"スナップ弓"（snap bowing）といった奏法について議論しているが、これらの技術はアイルランドのフィドル奏法の最もよく知られているいくつかの運弓法と極めて対照的である。
また、スコットランドのフィドルはリズムと調号の幅広い変化で構成された非常に広いレパートリーをもつ。世界中で知られているスコットランドの伝統的なバグパイプの奏法とも強い結びつきがある。

## 各地域のスタイル

### シェトランド

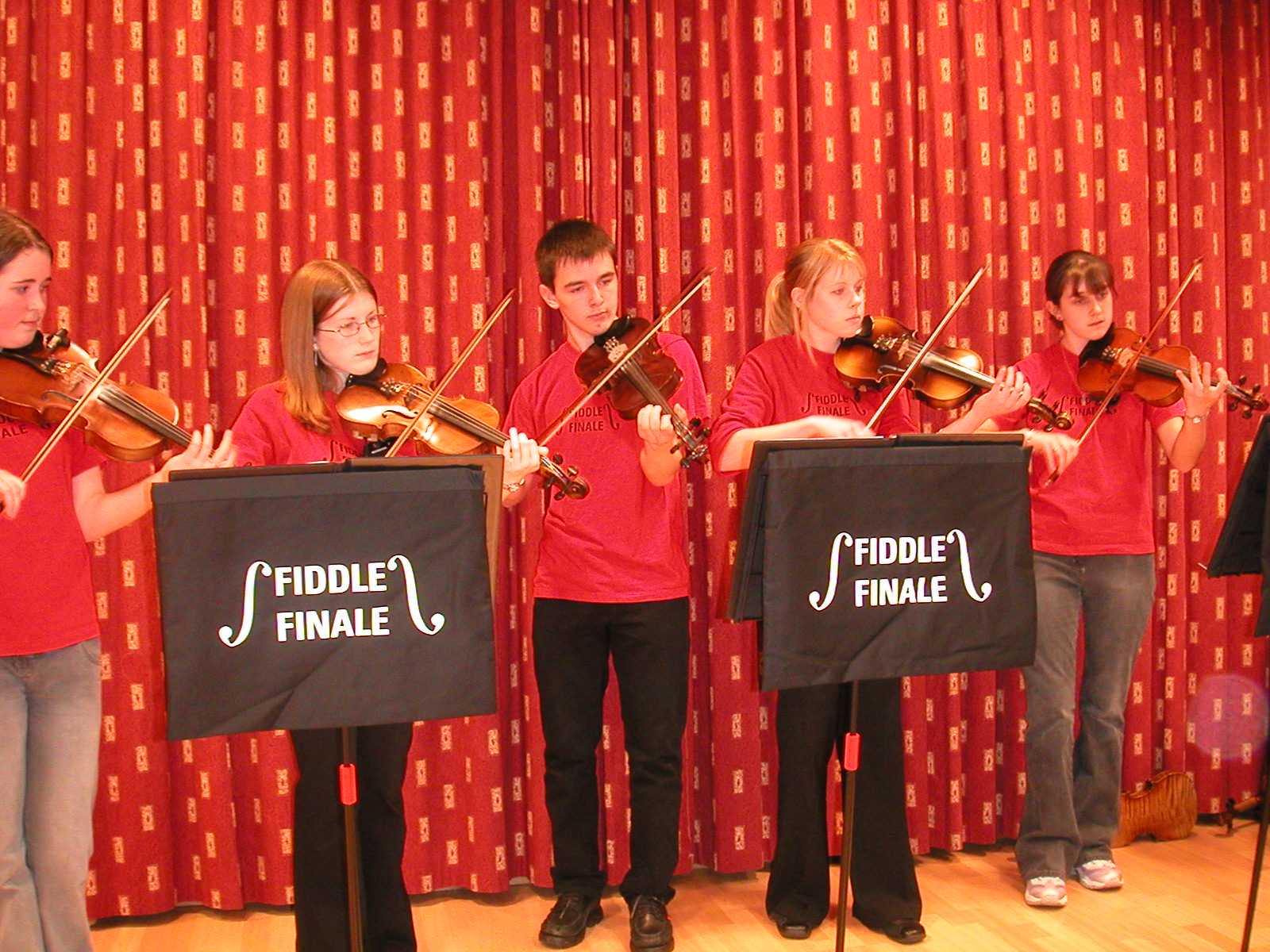
シェトランドの10代のフィドル奏者（2004年、ラーウィック）

シェトランドのフィドル奏法は、ノルウェーの影響を強く受けた、弾くような活き活きとしたスタイルである。旋律の上や下の音を開放弦で鳴らすところにその影響が表れている。労働者や船乗り(漁師や貿易業)によってもたらされたアイルランド音楽のいくらかの影響を受けている。これはシェトランドとアイルランドの音楽様式の相互交流を導いており、ドニゴールのフィドル奏法（en:Donegal fiddle tradition）はスコットランドの影響を受けたスタイルで特徴づけられている。これは、シェトランドに限らずスコットランド全般に通じることであるが、 アイルランド島内において地理的にドニゴール、特にその農村部が孤立していたために海を隔てたスコットランドの影響を受けやすかったことが背景にある。

### ノースイースト（Northeast）
ノースイーストは、ボシー（en:Bothy ballad）に根を持ちつつ、クラシック音楽の影響を受けた優雅なスタイルである。ストラスペイ（strathspey）の発祥の地であり、これらのチューンはarrow stroke ( driven bow としても知られる)と同じようにたくさんのスタッカートとスコッチ・スナップ（en:Scotch snap）を用いて弾かれる。
以下に例示する偉大なフィドル奏者たちの録音を聴くことで、より深く知ることができる。
- ヘクター・マカンドリュー（en:Hector MacAndrew）
- アンガス・フィチェット（Angus Fitchett）
- ロン・ゴネラ（Ron Gonnella）
- アリステア・ハーディ（Alastair Hardie）
- ジェームズ・スコット・スキナー

### 西海岸（West Coast） / ガーリック（Gaelic） / ハイランド（Highland）のスタイル
西海岸 / ガーリック / ハイランド のスタイルは、ヘブリディーズ諸島およびアーガイルシャー（en:Argyllshire）も含む。これらの地域は、それぞれの文化においてバグパイプが重要な位置づけがされており、パイプマーチの発展に大きく寄与している。カナダのケープ・ブレトンの人々は1800年代にハイランドからノバスコシアへやって来ており、ケープ・ブレトンのフィドル音楽のスタイルはこの地域に近い。
西海岸のフィドル奏者には、アンガス・グラント（シニア）（Angus Grant (Senior)）、イアン・マクファーレン（Iain MacFarlane、グレンフィナン（en:Glenfinnan）)、アーチー・マカリスター（Archie MacAlistair、 キャンベルタウン)、アリステア・ホワイト（Alasdair White、ルイス島)、アラン・ヘンダーソン(Allan Henderson、マレイグ（en:Mallaig）)、エイリー・ショー（Eilidh Shaw、テインイルト（en:Taynuilt）。カパーケリーのリーダーであるドナルド・ショー（Donald Shaw）の妹) 、エイリー・スティール（Eilidh Steel、ヘレンズバラ)が含まれる。  
ハイランドのフィドル奏者には故ドナルド・リッデル（Donald Riddell、サウス・クルーンズ（South Clunes、インヴァネス近郊、1908年-1992年)および彼の弟子にあたるダンカン・チズム（en:Duncan Chisholm、カークヒル（Kirkhill）)、ブルース・マグレゴー(Bruce MacGregor、インヴァネス) 、 サラ＝ジェーン・サマーズ（Sarah-Jane Summers、インヴァネス)、ドナルドの教師にあたるBattangorm（Baddengorm、en:Carrbridge近く）の故アレクサンダー・グラント(Alexander Grant of Battangorm、1856年–1942年)、そのほか、ローレン・マッコール（en:Lauren MacColl、フォートローズ（en:Fortrose）)が含まれる。
ハイランドのスタイルはとりわけ、ストラスペイ（Strathspey、スペイ川周辺）の地域に起源を持つと言われるダンス ストラスペイで知られる。サラ＝ジェーン・サマーズの教則用DVD ハイランド・ストラスペイズ・フォー・フィドル（Highland Strathspeys for Fiddle）はストラスペイについて、Battangorm(ストラスペイの中に位置する)のアレクサンダー・グラントからドナルド・リッデル、そしてサラ＝ジェーン・サマーズに至る興味深い洞察を与えてくれている。

### ボーダー（Borders）
2つの弦や音符を同時に弾く重音奏法がホーンパイプの音楽によく見受けられる。このような作品はしばしば二人以上のフィドル奏者向けに書かれる。

### ケープ・ブレトン、ノバスコシア
ケープ・ブレトンのミュージシャンは彼らの音楽をスコットランド音楽のスタイルの１つとしているが、純粋主義観点からカナダにあるケープ・ブレトンはスコットランド国内の各地域と同じように扱うべきでないとする意見もある。  ピアノ伴奏とダンスのリズムは他に見られないもので、しばしばステップダンス（en:step dancing）と共に賞賛される。一方で、ケープ・ブレトン音楽はアメリカに渡ったアイルランド移民の影響も大いに受けている。

## スコットランドのフィドル奏法全般
スコットランドの田舎から工業地域や他の国々への移動と時間を経て、 多くの奏者がある程度昔ながらのスタイルを損なわずに再び戻って来る一方、何人かは様々なスタイルの融合を通じて発展させた。これは特に、2つの50万人規模の都市を擁するスコットランドの "セントラル・ベルト"（en:Central Belt）と呼ばれる地域で明確になっている。この地域での産業の発展にともない、アイルランドからの移民あるいはスコットランドの地方からの移住者の特筆すべき影響が見られる。
スコットランドを代表する今日のフィドル奏者としては、アリ・ベイン、ブルース・マグレゴー、故ジョニー・カニンガム（en:Johnny Cunningham）、ダンカン・チズム、ジョン・マーティン（John Martin）、ジョン・マカスカー、クリス・スタウト、イアン・マクファーレン、チャーリー・マケロン（Charlie McKerron）、エイリー・ショー、ダグラス・ローレンス（Douglas Lawrence）、グレゴー・ボーランド（Gregor Borland）、カトリーナ・マクドナルド（en:Catriona MacDonald）、アリステア・ホワイト（Alasdair White）、エイダン・オルーク（Aidan O'Rourke）が含まれる。
大量の移民にともなって、スコットランドのフィドルの伝統は世界各地に伝わり、今は世界中で "スコティッシュトラッド"（Scottish Trad） が弾かれている。アメリカの重要な奏者にはアリステア・フレイザー、ハンネケ・カッセル（en:Hanneke Cassel）、エド・パールマン（Ed Pearlman）、ボニー・ライドアウト（en:Bonnie Rideout）、ジョン・ターナー（John Turner）、エルク・ベイカー（Elke Baker）、メリンダ・クローフォード（Melinda Crawford）、コリン・フィッシャー（en:Colyn Fischer）、デイヴィッド・ガードナー（David Gardner）が含まれる。
文化的に重要な別のスタイルとしては、厳密にはスコットランドではなくアイルランドの音楽ではあるが、わずかな船旅を隔てた先のアイルランド ドニゴール県の音楽がある。ドニゴールのフィドル奏法（en:Donegal fiddle tradition）のアクセントはアイルランドというよりもスコットランドのスタイルにより近い。 スコットランド西海岸とドニゴールの間の歴史的なつながりは、 多くのストラスペイ、ショッティッシュ（en:schottische）、マーチ（marches）や、ドニゴール自身の根強いグレート・ハイランド・バグパイプの伝統で聴くことができるように、古くからあるものである。弓幅を短く使い、真っ直ぐに進むように演奏する傾向にある、何人かのスコットランドのフィドル奏者のように、何人かのドニゴールのフィドル奏者たちはグレート・ハイランド・パイプの音を模倣するように音を追求した。スコットランドは様々な経路でドニゴールのフィドル奏法に影響を与えている。ドニゴール出身の労働者は 夏にスコットランドに出稼ぎに行きスコットランドのチューンを持ち帰ってきていた。ドニゴールのフィドル奏者はスコットランドのチューンブックやジェームズ・スコット・スキナー、マッケンジー・マードック（Mackenzie Murdoch）のようなスコットランドのフィドル奏者の録音から学んできた。ドニゴール出身の漁師はシェトランドの漁師からシェトランドのチューンを教わり持ち帰って来た 。
スコッチ・スナップ（en:Scotch snap）は、ほとんどのスコットランド音楽に見られる非常に個性のある特徴である。楽譜上では一般に、16分音符と続く符点八分音符のセットで表現される。

## 今日のフィドル奏者
スコットランド
- ブルース・マグレゴー(Bruce MacGregor)
- アリステア・フレイザー
- アリ・ベイン（en:Aly Bain）
- アラン・ヘンダーソン（Allan Henderson）
- カトリーナ・マクドナルド（en:Catriona MacDonald）
- クリス・ダンカン（Chris Duncan）
- ダンカン・チズム（en:Duncan Chisholm）
- イアン・マクファーレン（Iain MacFarlane）
- ジョン・ターナー（John Turner）
- ピート・クラーク（Pete Clark）
- クリス・スタウト（en:Chris Stout）
- エイリー・スティール（Eilidh Steel）
- コリン・フィッシャー（en:Colyn Fischer）
- アダム・サザーランド（en:Adam Sutherland）
- アリステア・ホワイト（en:Alasdair White）
- ライアン・ヤング（Ryan Young）

ケープ・ブレトン
- バディー・マクマスター（en:Buddy MacMaster）
- ナタリー・マクマスター（en:Natalie MacMaster）
- ジョン・キャンベル（John Campbell）
- アシュレー・マッカイザック（en:Ashley MacIsaac）
- ウィンストン・フィッツジェラルド（en:Winston (Scotty) Fitzgerald）
- デイヴ・マッカイザック（en:Dave MacIsaac）

アメリカ
- ブリタニー・ハース（en:Brittany Haas）
- ハンネケ・カッセル（en:Hanneke Cassel）
- ジェレミー・キッテル（en:Jeremy Kittel）
- ボニー・ライドアウト（en:Bonnie Rideout）
- ローラ・リスク（en:Laura Risk）
- エルク・ベイカー（Elke Baker）
- ジェイミー・ラヴァル（Jamie Laval）